# Tudor Chirilă
Tudor Chirilă, né à Bucarest (Roumanie) le 28 mai 1974, est un acteur, musicien, compositeur et producteur roumain.

## Biographie
Il était le chanteur du groupe de rock Vama Veche .
Il fait partie du jury de Vocea României lors des saisons 4 à 7.

## Filmographie partielle

### Au cinéma
- 1999 : Shapeshifter de Philippe Browning : Teen #1
- 1999 : Banlieue nord (Nordrand) de Barbara Albert : Valentin
- 2004 : Milionari de weekend (ro) de Cătălin Saizescu (ro) : Godzi
- 2006 : Legături bolnăvicioase (ro) de Tudor Giurgiu : Sandu
- 2013 : L'Europe autour de l'Europe de Yorgos Tsemberopoulos : l'homme roumain
- 2014 : The Couch de Emre Kayiş : Vlad (court métrage)
- 2015 : Live de Vlad Păunescu : Iosi